# Les Rouges-Eaux
Les Rouges-Eaux ist eine französische Gemeinde mit 79 Einwohnern (Stand: 1. Januar 2022) in der Region Grand Est (bis 2015 Lothringen). Sie gehört zum Département Vosges, zum Arrondissement Saint-Dié-des-Vosges und zum Kanton Bruyères.

## Geografie

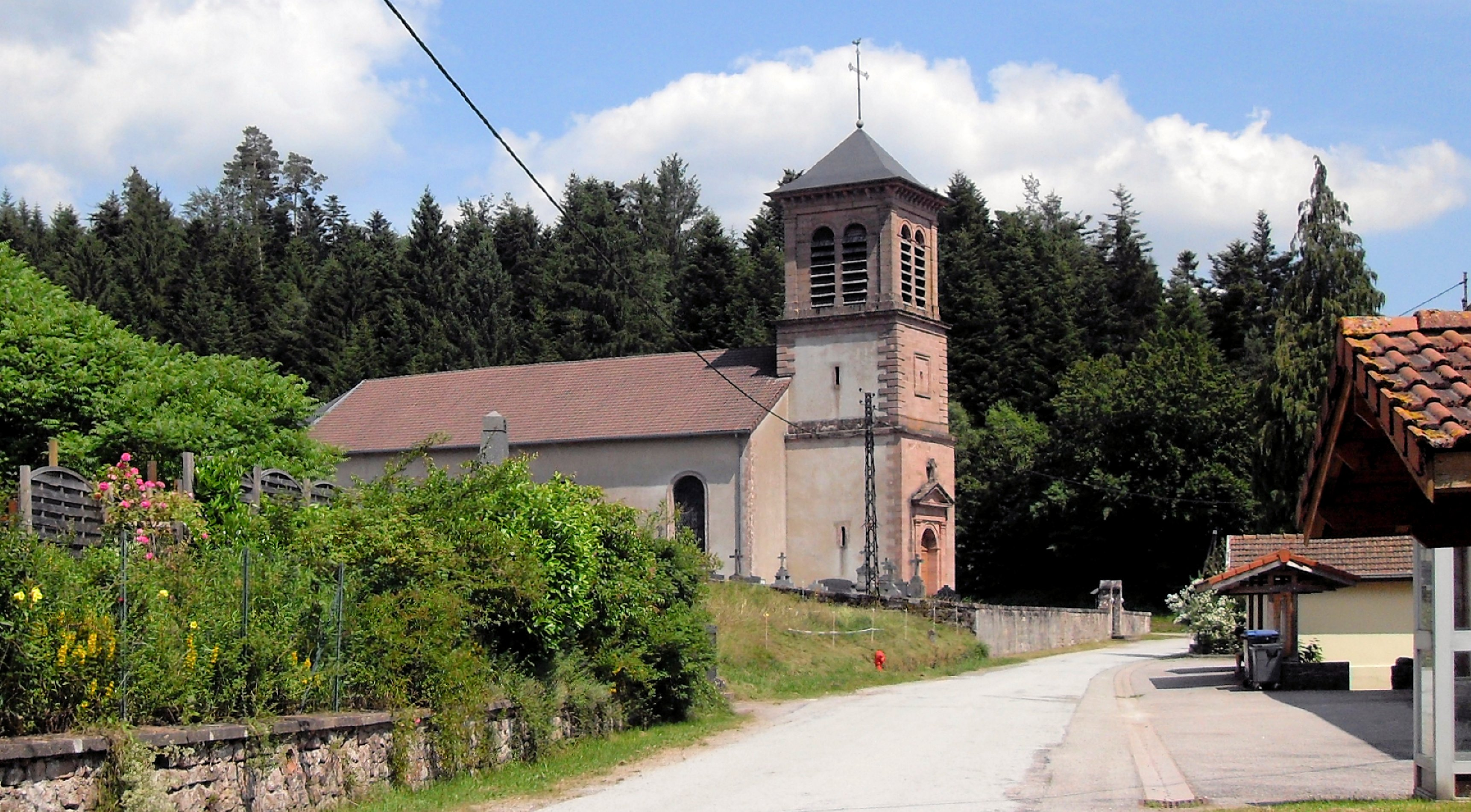
Kirche Saint-Jean-Baptiste

Der Fluss Mortagne fließt durch die Gemeinde. Das Gemeindegebiet umfasst eine Fläche von 6,0 km². Les Rouges-Eaux grenzt an Bois-de-Champ, Domfaing, Mortagne und Taintrux.

## Bevölkerungsentwicklung
| Jahr                       | 1962 | 1968 | 1975 | 1982 | 1990 | 1999 | 2010 | 2019 |
| Einwohner                  | 139  | 125  | 96   | 99   | 80   | 71   | 81   | 85   |
| Quellen: Cassini und INSEE |      |      |      |      |      |      |      |      |